# عملية طعن كفار تفوح 2013
عملية طعن كفار تابواخ 2013 هي عملية طعن نفذها الشاب الفلسطيني سلام أسعد الزغل، حيث قام بطعن أحد المستوطنين الإسرائيليين يُدعى إفياتير بوروفسكي حتى الموت في محطة الحافلات في مستوطنة كفار تابواخ في شمال الضفة الغربية. باركت العملية حركة حماس وكتائب شهداء الأقصى، كما باركتها أسرة الزغل.